# John Dee
Pour les articles homonymes, voir Dee.
John Dee (13 juillet 1527 – 1608 ou 1609) est un célèbre mathématicien, astronome, astrologue, géographe et occultiste britannique. Il a consacré une grande partie de sa vie à l’étude de l’alchimie, de la divination et de l'hermétisme.
Il a ouvert la voie à l’étude des sciences et de la magie au moment où l’on commençait à différencier ces deux notions. Réputé comme l’un des hommes les plus cultivés de son époque, il a donné des cours à l’université de Paris devant des salles combles alors qu’il n’était âgé que d’une vingtaine d’années. C’était un ardent défenseur des mathématiques, un astronome réputé et un expert en navigation. En effet, il a lui-même formé la plupart des hommes qui dirigèrent les expéditions des Grandes découvertes de l’Angleterre ; on lui doit le terme d’Empire britannique. Dans le même temps, il s’impliqua dans la magie judéo-chrétienne et dans l'hermétisme, consacrant le dernier tiers de sa vie à l’étude exclusive de ces dernières. Pour Dee et ses contemporains, ces recherches constituaient des aspects distincts d’une vision du monde cohérente.

## Biographie
Frances Yates divise la vie de Dee en trois parties : chef de file de la Renaissance élisabéthaine (1558-1583), mission continentale (1583-1589), disgrâce et échec (1589-1608).

### Dee jeune (1527-1558)
Dee est né à Tower Ward, à Londres. Son nom dérive du mot gallois du signifiant noir. Son père, Roland Dee, était marchand, membre officiel de la cour d'Henri VIII. Dee fit sa scolarité à la Chantry School de Chelmsford (devenue de nos jours la King Edward VI Grammar School), puis – de 1543 à 1546 – à St John’s College, Cambridge. On remarqua très vite son potentiel, et il participa à la création du Trinity College. À la fin des années 1540, il voyagea en Europe, étudia à l'Université de Louvain puis à Bruxelles et donna des cours sur Euclide à Paris. Il étudia avec Frisius et devint un ami intime du cartographe Gérard Mercator. Dee revint en Angleterre, rapportant avec lui une importante collection d’instruments mathématiques et astronomiques. En 1552, il rencontra Jérôme Cardan à Londres : ils s’associèrent afin d’étudier une machine à mouvement perpétuel ainsi qu’une gemme censée avoir des vertus magiques.
En 1554, Dee refusa une chaire de mathématiques à l’université d'Oxford soit parce qu'il souhaitait se consacrer à ses écrits et espérait une place à la cour, soit parce qu'il trouvait que l’université insistait plus sur la rhétorique et la grammaire (ces deux dernières associées à la logique formant le Trivium académique) que sur la philosophie et la science (le plus complexe  Quadrivium composé de l’arithmétique, de la géométrie, de la musique et de l’astronomie). En 1555, Dee devint membre d'une corporation de commerçants, la Worshipful Company of Mercers, à la suite de son père.
La même année 1555, il fut arrêté et accusé d’avoir « calculé » les horoscopes de la reine Marie et de la princesse Élisabeth ; en ce qui concerne Marie, les accusations furent aggravées, allant jusqu'au chef de trahison. Dee comparut devant la chambre étoilée, la Camera Stellata (tribunal du Palais de Westminster) et réussit à se disculper en partie, à condition de subir un examen religieux pratiqué par le prêtre catholique Edmund Bonner (ce dernier étant tristement célèbre pour son rôle dans la persécution des hérétiques sous le règne de Marie). Il est possible que la manie qu'avait Dee de cultiver le mystère autour de ses activités ait envenimé les choses. Cet épisode sombre ne fut que le plus dramatique d'une série d’attaques et de calomnies auxquelles il n'allait cesser de devoir faire face. Quoi qu'il en soit, il réussit une nouvelle fois à se disculper et même à devenir un proche de Bonner.
En 1556, Dee présenta à la reine Marie un projet de création d’une bibliothèque nationale ayant comme vocation la conservation de livres anciens et de manuscrits. Ce projet n’ayant pas été retenu, il décida d’étendre sa propre bibliothèque, de sa maison à Mortlake (un village du Surrey proche de la Tamise, et actuellement, dans le borough londonien de Richmond upon Thames). Il accumula sans cesse des livres et des manuscrits récupérés en Angleterre et sur tout le continent européen. Sa bibliothèque devint un véritable centre d’apprentissage hors des universités et attira de nombreux érudits et étudiants.

### Dee chef de file de la Renaissance élisabéthaine (1558-1583)
Quand, en 1558, la reine Élisabeth accéda au trône, Dee devint son conseiller personnel en science et astrologie. Il choisit lui-même la date de son couronnement. Des années 1550 à 1570, il fut conseiller de navigation lors des Grandes Découvertes, et fut le premier à utiliser le terme d’Empire Britannique. En 1577, il publie General and Rare Memorials pertayning to the Perfect Arte of Navigation, une étude dans laquelle Dee décrit sa vision d’un empire maritime et d’une emprise territoriale anglaise sur le Nouveau Monde. Il s’associa avec Humphrey Gilbert et Sir Philip Sidney. On a une carte polaire exécutée par Dee en 1582.
En 1564, Dee écrivit une œuvre hermétique, le Monas Hieroglyphica (La Monade Hiéroglyphique), une interprétation cabalistique complète d’un glyphe qu’il créa lui-même. Ce glyphe était censé exprimer l’unité mystique de toute création. C’est un travail qui a été très apprécié des contemporains de Dee, mais la perte de la tradition orale du cercle de Dee en fait de nos jours une œuvre difficile à interpréter.
En 1570, il publia une Préface Mathématique à la traduction anglaise des Éléments d’Euclide, dans laquelle il souligne l’importance des mathématiques et leur influence dans les arts et la science il recommande Vitruve et sa théorie architecturale, Henri-Corneille Agrippa de Nettesheim et sa philosophie occulte (1533), Albrecht Dürer et sa théorie des proportions (1561). Destinée à un public autre que les Universités, ce texte devint le plus célèbre et le plus fréquemment imprimé. Dee édita cette même année avec Federico Commandino d’Urbino une version traduite de l’arabe du traité perdu d’Euclide sur La Division des surfaces.
Dee s’est marié trois fois et a eu huit enfants, dont l’aîné, Arthur Dee, est devenu lui aussi un alchimiste et un auteur hermétique. John Aubrey, un biographe, donne la description suivante de Dee : « Il était grand et mince. Il portait sa robe comme un artiste, les manches évasées et fendues… un teint blanc et sanguin… une longue barbe blanche comme du lait. Un homme très charmant ».

### Dee en mission continentale (1583-1589)
Vers 1579, Dee devint de plus en plus insatisfait de son avancée dans l’apprentissage des secrets de la nature. Il se tourna alors davantage vers le surnaturel, afin d’acquérir la connaissance. Il essaya principalement d’entrer en contact avec les anges en utilisant une boule de cristal qui servirait d’intermédiaire entre lui et les anges. Il eut recours à divers médiums : Barnabas Saul (décembre 1581), Edward Kelley (de 1582 à 1589), le prince polonais Albert Łaski, son propre fils Arthur, un certain Bartholomew Hickman (jusqu’en 1607). Le 10 mars 1582, Dee rencontra Sir Edward Kelley (1555-1595), de son vrai nom Talbot. Ce dernier, clerc de notaire douteux, alla chez Dee avec un mystérieux livre sur la transmutation des métaux en or, et avec un échantillon de poudre rouge qu’il prétendait être de la poudre de projection. Ses qualités exceptionnelles de médium ont tôt fait de convaincre Dee d’utiliser ses services.
John Dee, ses deux médiums (Kelley, Albert Łaski), et leurs familles respectives partirent en 1583 pour la Pologne. Ils sont reçus à Prague par l’empereur Rodolphe II de Habsbourg, l’empereur des alchimistes, protecteur de Dürer, Arcimboldo, Tycho Brahé, Kepler et de nombreux autres. Dee revient en 1589, sans Kelley, qui meurt en tentant de s’échapper des geôles de l’empereur Rodolphe II après n’avoir pas réussi la transmutation des métaux dont il clamait connaître les secrets.

### Dee en disgrâce et échec (1589-1608)
Dee revient à Mortlake six ans plus tard et découvre que sa bibliothèque a été ravagée et que la plupart de ses précieux objets ont été volés. Il demande l’aide d’Élisabeth, qui, en 1596, le nomme directeur de Christ’s College, à Manchester (aujourd’hui la Manchester Grammar School), où, parfois, il sert de conseiller pour des cas de sorcellerie et de possession démoniaque. Cependant, il est maintenant vu comme un magicien diabolique et se fait détester de ses pairs. En 1598, il retourne dans sa vieille maison de Mortlake. Élisabeth meurt en 1603, le roi James I, opposé à tout ce qui est relié au surnaturel, ne lui offre aucune aide. Dee vit ses derniers jours à Mortlake, dans la misère. Il meurt en 1608 ou 1609. Il n’y a aucune trace de sa tombe ou des registres de l’état-civil.

## Accomplissements

### Pensée
Dee était un homme chrétien, pieux et vertueux. Dans une partie de ses manuscrits publiés par Méric Casaubon dans A True and Faithful Relation of Dr. Dee and Some Spirits - 1659, il est désigné et confirmé élu de Dieu (avec Kelley). Les anges lui enseignent le langage des nombres et la clé du savoir ; de cette influence, Dee pensait que les créations de Dieu étaient "chiffrées". Selon l’hermétisme, Dee déclare que l’homme a en lui le potentiel divin qui s’exerce à travers les mathématiques. Sa magie angélique basée sur la numérologie et son travail sur les mathématiques appliquées (la navigation) sont des compléments - non paradoxales, à la philosophie. Les anges déclarent que l'apôtre Paul fut justifié parce qu'il mourut comme un serviteur de Dieu mais non à cause de sa prédication (Paul was justified because he died the servant of God, and not for his preaching sake, p. 40). C'est dans cette période que la reine Élisabeth fait brèche avec l'Église romaine (catholique), et l'autorité des papes, pour former la première Église protestante. Les lettres de Paul étant le fondement de l'Église catholique. Le but de Dee était d’apporter au monde une religion unifiée dans l’essence de la théologie pure des anciens.
En février 1563 une lettre de John Dee adressée à Sir William Cecil présente ces thèses :
1. Tout est Unité, créée et soutenue par l’Unique à travers ses Lois.
2. Ces lois sont enseignées par les Nombres-Sons au même titre que les écrits.
3. Il existe un art combinatoire des lettres hébraïques qui les rend valentes avec le Nombre, de telle façon que de profondes vérités se révèlent concernant la nature de l’Unique et Ses relations avec l’être humain.
4. L’être humain est d’origine divine. Même s'il a été créé à partir de la poussière suivant la Genèse, il a l'essence du génie stellaire, ainsi que tous les êtres et choses créées, provenant de l'Unique.
5. Il est essentiel de régénérer l’essence divine à l’intérieur de l’être humain, et cela peut être réalisé par les pouvoirs de l’intellect.
6. Dieu se manifeste par les intentions des émanations, et l’être humain doit se dédier à l’étude de la divine sagesse pour affiner entièrement son être, et par la communion des anges eux-mêmes pouvoir entrer en présence de Dieu.
7. Une compréhension des processus naturels (visibles ou non) rendrait l’être humain capable d'influer sur ces processus à travers les forces vertueuses de sa volonté, son intelligence et sagesse.
8. L’Univers est un modèle ordonné de correspondance: chaque chose de l’Univers possède un ordre, une correspondance empathique et force stellaire en relation avec les autres et forme un ensemble uni.

### La monade hiéroglyphique (1564)

Le glyphe de Dee : Monas Hieroglyphica.

Dee écrivit sa Monas hieroglyphica  en état de transe en douze jours en janvier 1564. Il prétend donner là une écriture occulte pour expliquer toutes choses. Cette écriture s'explique par de simples figures : point, cercle, droite, croix, deux demi-cercles ; et par de simples opérations : rotations, déstructurations, combinaisons et permutations. Par exemple, le hiéroglyphe de Mercure est fait d'un croissant [figure] tourné vers le haut [opération], d'un cercle, d'une croix. . La monade hiéroglyphique consiste en la composition, de haut en bas, d'une figure qui synthétise les symboles traditionnels de l'astronomie et de la cosmologie : croissant (la Lune), cercle avec un point central (le Soleil), croix (les quatre Éléments), deux demi-cercles (le signe du Bélier). On trouve les nombres 1 (le point), 2 (la droite), 3 (la croix : deux lignes perpendiculaires se sectionnant sur un point), 4 (les quatre segments de la croix), qui sont les nombres de la Décade (tetraktys) de Pythagore. On trouve aussi les sept "planètes" alors connues : Soleil, Lune, Mercure, Mars, Vénus, Jupiter, Saturne, car le Soleil c'est le cercle et le point, la Lune c'est le croissant, Mercure c'est le croissant plus le cercle plus la croix, etc. Selon C. H. Josten et Pierre Béhar la monade hiéroglyphique revêt un sens alchimique : c'est le symbole du mercure (lié à la pierre philosophale des alchimistes). La "monade hiéroglyphique" a aussi un sens astrologique : elle repose sur le Bélier et figure aussi le Taureau. Elle a encore un sens théosophique, selon Peter French : c'est un accès gnostique vers Dieu. Selon Pierre Béhar, la monade hiéroglyphique trouve sa clef dans la kabbale chrétienne et dans La philosophie occulte de Henri-Corneille Agrippa de Nettesheim (1533), lequel cherchait les symboles géométriques des anges : le Père de la Trinité chrétienne est figuré par le point, le Fils ou Verbe par la croix, le Saint-Esprit ou Âme du monde par la totalité de l'image, c'est un signe magique grâce auquel le mage peut invoquer la divinité elle-même et s'approprier les pouvoirs divins. Dee reprend cette figure sur la page de titre de ses Propoedeumata aphoristica en 1558 et en 1568.

### Dee en conversation avec les anges (1581-1607)
Du 22 décembre 1581 au 7 octobre 1607, Dee essaya d'entrer en contact avec les anges (dont Michaël, Gabriel, Raphaël, Uriel), grâce à des invocations, pour obtenir des connaissances sur l'avenir, la fin des temps, le sort politique des princes, le nom et les fonctions des anges.
Dee était d'abord orateur : il adressait des oraisons à Dieu et aux anges, après une période purificatrice faite de prières et de jeûne. Il se servait de la "Table de Pratique" - qui comprenait  la Tabula sancta (un plan de travail en bois, carré, de 914 cm., avec quatre pieds) , le Sigilum Dei Aemeth ("Sceau du Dieu Vérité", un grand disque de cire vierge renfermant divers Noms de Dieu ou d'anges)  et sept "Insignes de la Création" (caractères peints ou gravés) - et portait l'anneau PELE : les anges invoqués se manifestaient alors via un médium (Kelley, par exemple), qui regardait la pierre (miroir d'obsidienne ou boule de cristal) et rapportait ce qu'il voyait et entendait, tandis que Dee devenait scripteur (il consignait dans son journal tout ce qui se produisait).
En 1581, les premières tentatives avec Barnabas Saul furent des échecs. Mais en 1582, il fut très impressionné par Edward Kelley. Dee engagea Kelley et se dévoua entièrement à l’étude des forces surnaturelles. Ces "Conférences avec des Esprits", ou "Actions" étaient menées dans une intense piété chrétienne. Dee était persuadé du bienfait qu’il pouvait apporter à l’humanité (les motivations de Kelley, quant à elles, restent dures à définir : certains pensent qu’il agissait par pur cynisme). Dee expliquait que la plupart de ses livres lui étaient dictés par les anges, dans un langage angélique.
En 1583, il rencontra le prince polonais Albert Łaski. Ce dernier invita Dee à l’accompagner en Pologne. Il accepta, soi-disant poussé par les anges. Dee, Kelley, et leurs familles respectives partirent en 1583, mais Laski frisait la banqueroute et était impopulaire dans son pays. Dee et Kelley menèrent une vie de nomades en Europe centrale, ce qui ne les empêcha pas de continuer leurs conférences spirituelles, que Dee reportait méticuleusement. Il eut des audiences privées avec Rodolphe II du Saint-Empire et le roi Stefan afin de les convaincre de l’importance de ses communications angéliques. Aucun des monarques ne le prit au sérieux, le considérant plutôt comme un espion de la reine d'Angleterre, selon certaines sources.
Lors d’une de ses conférences spirituelles en Bohême, Kelley apprit à Dee que l’ange Uriel avait ordonné qu’ils partagent leurs femmes. On pense que Kelley, devenant alors un alchimiste dont la réputation dépassait celle de Dee, a utilisé ce moyen afin de mettre fin à ces conférences. L’ordre d’Uriel a fortement troublé Dee, mais ce dernier ne mettant pas en doute la motivation de l’ange, décida d’accepter. Pourtant, il mit un terme à ses conférences, retourna en Angleterre en 1589, et ne revit plus jamais Kelley.

### L'alphabet énochien (1584-1607)

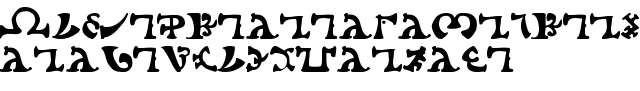
Une transcription de l'alphabet énochien à partir du livre de John Dee

Des conversations avec les anges sort un alphabet, une écriture occulte, que Dee appelle l'« écriture des anges » et qui ne s'apparente à aucune langue connue. Il en existe deux versions : la première est faite pour être écrite rapidement à la plume, la deuxième est plus soignée et aurait été communiquée plus tard par les anges à Dee.

Le terme «énochien » est une invention plus tardive de la Golden Dawn. 

## Réputation et faits

### La légende noire

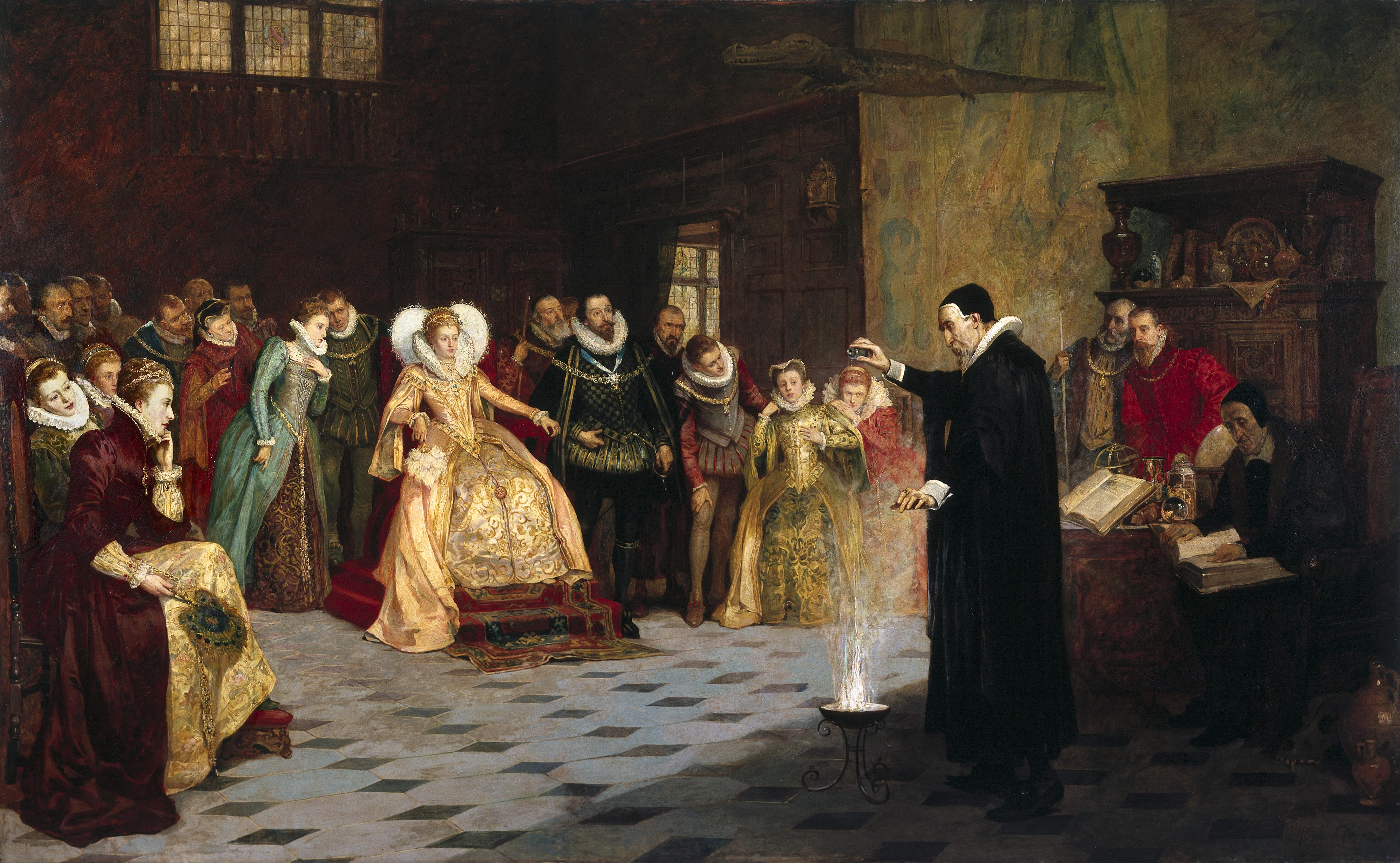
John Dee effectuant une expérience devant la reine Élisabeth Ire (reine d'Angleterre).
Huile sur toile de Henry Gillard Glindoni, vers 1913, Wellcome Library.

Environ dix ans après la mort de Dee, l’antiquaire Robert Cotton acquit le domaine de Dee et se mit à la recherche de manuscrits et d’artefacts. Il découvrit de nombreux livres, la plupart étant des comptes rendus des communications angéliques. Le fils de Cotton donna ces livres à Méric Casaubon qui les publia en 1659, y ajoutant une longue introduction (A True & Faithful Relation of What passed for many Years between Dr. John Dee (A Mathematician of Great Fame in Q. Eliz. and King James Reigns) and some spirits.). Ce livre étant la première révélation publique des conférences de Dee, il connut un grand succès et fut très vite épuisé. Casaubon, croyant en l’existence des esprits, explique dans son introduction que Dee était l’instrument involontaire des esprits diaboliques alors qu’il pensait s’adresser aux anges. Ce livre a été à l’origine de la réputation sulfureuse qui a poursuivi Dee durant les deux siècles suivants, le faisant passer pour un charlatan, un fanatique ou un malade mental.
Environ à la même période que la publication de ce livre, des membres de l’ordre Rosicrucien affirmèrent que Dee avait été des leurs. Il existe cependant un doute quant à l’existence d’un mouvement Rosicrucien organisé à l’époque de Dee ; et il n’y a aucune preuve qu'il ait appartenu à une quelconque fraternité. La réputation de Dee en tant que magicien et ses expériences avec Edward Kelley ont fait de lui un personnage apprécié des conteurs, des écrivains d’horreur et autres amateurs de magie. Les affabulations concernant la vie de Dee sont nombreuses, ce que favorise l'absence de renseignements sur certaines périodes de sa carrière restées très obscures.
On l’a souvent associé au Manuscrit de Voynich. Wilfrid M. Voynich, qui acheta le manuscrit en 1912, a suggéré que Dee avait été possesseur du manuscrit, et qu’il l’avait vendu à Rodolphe II (empereur du Saint-Empire). Cependant, les rapports que Dee entretenait avec ce dernier étaient moins importants que ce que l’on pensait, et les journaux de Dee ne font aucunement référence à une telle transaction.

### La réhabilitation
C’est au XXe siècle que le personnage de Dee fut réhabilité, en partie grâce au travail de l’historienne Frances Yates, qui apporta une nouvelle façon d’appréhender le rôle de la magie et le développement de la science moderne à la Renaissance. Dee jouit à l'heure actuelle d'une réputation d'homme d'études sérieux; il est considéré comme l’une des personnalités les plus cultivées de son époque.
Sa bibliothèque personnelle était la plus importante du pays et était tenue pour l’une des plus intéressantes d’Europe, peut-être à peine moins importante que celle de Jacques Auguste de Thou. Dee, en plus d’être astrologue, scientifique et conseiller géographique de la Reine, fut le précurseur de la colonisation de l’Amérique du Nord et de l’élargissement de l’empire Britannique au-delà de l’Atlantique Nord.
Il fut également un partisan acharné des sciences de la navigation et de la cartographie. Il collabora avec Mercator et possédait une importante collection de cartes géographiques, de globes planétaires et d’instruments astronomiques. Il inventa des instruments et des techniques de navigation spécifiques pour les régions polaires. En tant que conseiller personnel des expéditions, il choisit lui-même les navigateurs qu’il forma.
L’importance des mathématiques dans sa vision des choses fait de lui un personnage plus moderne que Francis Bacon, bien que l’on pense que Bacon ait volontairement fait l’impasse sur les mathématiques compte tenu du climat de soupçon qui entourait l'occultisme sous Jacques Ier. Il faut cependant souligner que le paradigme mathématique de Dee est radicalement différent de celui des mathématiciens modernes. Il semble évident que la plus grande préoccupation de Dee fut de promouvoir les mathématiques hors des universités. Sa Préface Mathématique à Euclide était destinée à un public n’ayant pas eu accès à l’université, et fut très populaire parmi les mechanics (« mécaniciens »), une nouvelle classe d’artisans inventeurs qui deviendront nos ingénieurs modernes. Sa préface était composée de principes mathématiques.
Dee était ami de Tycho Brahe et connaissait les travaux de Copernic. La plupart de ses calculs astronomiques étaient basés sur des présomptions coperniciennes, mais il n’épousa jamais véritablement la thèse de l’héliocentrisme. Il a appliqué les théories de Copernic au problème de la réforme du calendrier. Ses recommandations n’ont toutefois pas été prises en compte pour des raisons politiques.

## Objets divers
Le British Museum possède de nombreux objets lui ayant appartenu. Ces objets ont pour la plupart, été utilisés lors des conférences spirituelles : 
- Le Speculum ou miroir de Dee (un objet de culte aztèque en obsidienne dont la forme est semblable à celle d’un miroir à main, rapporté en Europe en 1520), qui était détenu par Horace Walpole
- Un petit sceau en cire censé soutenir les jambes de sa « table d’exercice » (la table sur laquelle il pratiquait la vision de sa boule de cristal)
- Le grand et fameux "Sceau de Dieu", utilisé pour soutenir la boule de cristal.
- Une amulette en or sur laquelle est gravée la représentation d’une des visions de Kelley.
- Un globe de cristal de six centimètres de diamètre. Cet objet est longtemps resté insignifiant dans la collection de minéraux. La provenance de cet objet est plus douteuse que les autres.
- Un couteau dont le bout de la lame est doré et qui aurait été "trempé dans le Grand Elixir".

En décembre 2004, une boule de cristal ayant appartenu à Dee et une explication de son utilisation écrite par Nicholas Culpeper dans les années 1600 ont été volés au Science Museum et retrouvés peu après.

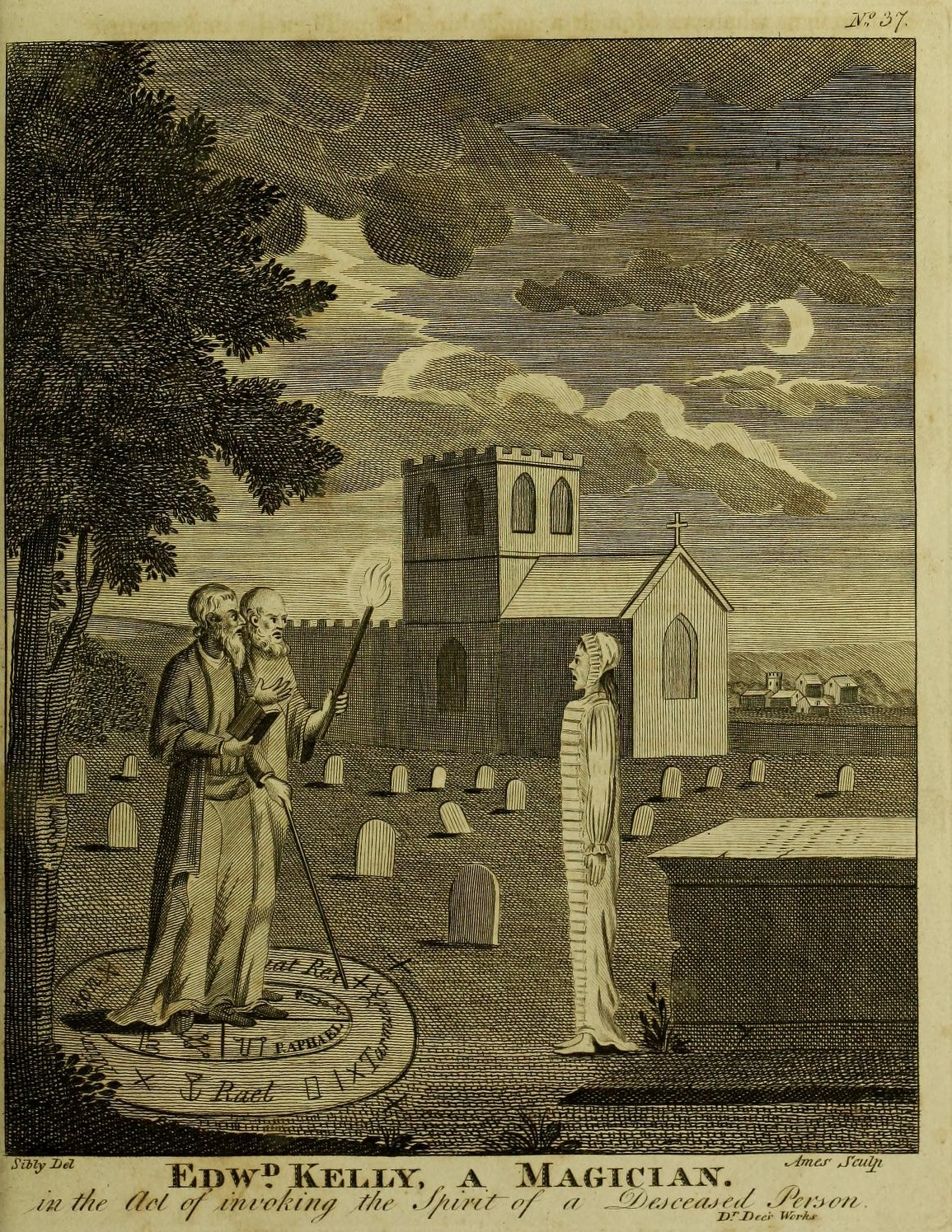
John Dee et Edward Kelly invoquant un esprit.

## Dans les arts et la culture
Dee était une figure populaire dans les œuvres littéraires de ses contemporains. Depuis, il a continué à être représenté dans la culture populaire ; en particulier, dans la fiction et la fantasy dont les scénarios se déroulent à son époque, ou qui traitent de magie ou des sciences occultes.

## Littérature
XVIIe siècle
- John Dee aurait servi de modèle d'inspiration à William Shakespeare pour le personnage de Prospero, dans sa pièce de théâtre La Tempête (1610-11).

XXe siècle
- Dans son roman L' Ange à la Fenêtre d'Occident (1927, titre allemand original : Der Engel vom westlichen Fenster), Gustav Meyrink fait intervenir John Dee - personnage principal - aux côtés de son descendant fictif de l'époque moderne, Baron Mueller.
  - Éditions en français :
    1. Gustav Meyrink, L' Ange à la Fenêtre d'Occident, traduction de Saint-Helm, Vieux colombier, collection Littérature et tradition n° 8, 398 pages (1962)
    2. Gustav Meyrink, L' Ange de la Fenêtre d'Occident, traduction de Saint-Helm, illustration de Raymond MORETTI, Rocher, 320 pages (1986)  (ISBN 2-268-00490-2)
    3. Gustav Meyrink, L' Ange à la Fenêtre d'Occident,  Éditions du Rocher, collection La Pierre philosophale n°1, 318 pages (1994)   (ISBN 2-268-01718-4)
    4. Gustav Meyrink, L' Ange à la Fenêtre d'Occident, traduction de Saint-Helm, illustration d'Isabelle DROUIN Éditions Retz, collection Les Chefs-d'Œuvre de la Science Fiction et du Fantastique (édition "club"), 324 pages (1975)  (ISBN 2-7256-0075-8)
    5. Gustav Meyrink, L' Ange à la Fenêtre d'Occident, traduction de Jean-Jacques POLLET, illustration de Virginie BERTHEMET, Éditions Garnier-Flammarion, collection GF-Flammarion n° 1222, 96 pages, (2005)    (ISBN 2-08-071222-5)

- Dans la nouvelle L' Abomination de Dunwich (1929) de H. P. Lovecraft, c’est John Dee qui est à l’origine de la traduction anglaise du Necronomicon.
- Le personnage était également trop tentant pour un compilateur comme Jacques Bergier pour ne pas apparaître dans l’une de ses constructions parascientifiques : un chapitre est consacré à John Dee dans Les livres maudits (1971. Chap. Le livre d’Enoch).
- Dans le jeu de rôle sur table Vampire : La Mascarade (1991), John Dee est l'un des vampires les plus influents et puissants de Londres, ennemi du légendaire prince Ventrue Mithras, et membre du clan Tremere.
- Dans son roman The House of Doctor Dee (en) (1993), Peter Ackroyd raconte l’histoire d’un homme qui hérite de la maison de son père à Londres, maison autrefois habitée par John Dee. Au fur et à mesure qu'il continue d'en découvrir plus sur l'histoire personnelle du docteur Dee, il découvre progressivement des similitudes avec sa propre histoire personnelle. Édition en français : Peter Ackroyd, La Maison du docteur Dee, traduction de l'anglais par Dominique Férault, Collection Le Promeneur, Gallimard (1996).
- Jean Ray, dans une des aventures de Harry Dickson : Le Studio rouge : on parle de John Dee et surtout de son miroir noir : « pierre noire au moyen duquel John Dee évoquait les esprits ». Le Studio rouge est paru dans le tome 9 des aventures de Harry Dickson édité par la Bibliothèque Marabout, éditions Gérard & Cie en 1970.
- Ian Fleming a créé James Bond en utilisant des traits de John Dee, espion au service de la reine et sa fameuse signature 007 lorsqu'il adressait à la reine ses messages (00 symbolisant les yeux de la reine et 7 la marque personnelle de Dee)[13].
- Dans Le Pendule de Foucault, Umberto Eco fait de Dee le personnage central du « Plan ».

XXIe siècle
- Dans la série de comics Marvel 1602 (2003-2010) de Neil Gaiman (scénario) et Andy Kubert (dessin), éditée par Marvel, la position de Dee en tant que conseiller de la reine Élisabeth a été prise par Docteur Strange. Néanmoins, il demeure un mathématicien, un astrologue et un géographe, qui est aussi intéressé par la conjuration.
- Dans le roman The Queen's Fool (en) (2004) de Philippa Gregory, Dee apparaît comme un personnage secondaire, en tant qu'ecclésiastique aidant Hannah Green - le personnage principal - lors d'une arrestation et interrogation pour hérésie.
- Dans la série télévisée britannique Hex : La malédiction (2004-2005), John Dee est cité en tant que père d'Ella Dee (en), sa fille de 17 ans devenue immortelle après avoir obtenu ses pouvoirs d' «être clairvoyant» (magicienne) et qui lutte depuis des siècles contre Azazeal (en) et ses Nephilim, des anges déchus.
- Dans 1666, le volume 5 de la série de bandes dessinées L'Histoire secrète (2005 - En cours), de Jean-Pierre Pécau (scénario) et Léo Pilipovic (dessin), Dee est l'un des personnages principaux.
- Dans le jeu vidéo sur PlayStation 3 Uncharted 3 : L'Illusion de Drake (2011), il est fait à plusieurs reprises mention de John Dee ainsi que de la Monade hiéroglyphique.
- Dans la série de romans Les Secrets de l'immortel Nicolas Flamel (2007-2012) de l'écrivain irlandais Michael Scott, John Dee apparait dès le premier tome - L'alchimiste - en tant qu'adversaire de Nicolas Flamel et de sa femme. Il tient le rôle d'un magicien très puissant et serviteur des Ténébreux, des dieux prônant la destruction de la race humaine.
- Dans le jeu vidéo ZombiU (2012) sur Nintendo Wii U, John Dee est cité en tant que scientifique-prophète ayant prédit l'épidémie zombie fictive en Angleterre, la nommant la Colère de Dieu.
- Dans le jeu vidéo Nioh (2017).
- Dans la chanson de l'artiste Ghostemane appelé "JOHN DEE", on y retrouve des références directes. Le Monas Hieroglyphica a d'ailleurs été utilisé par cet artiste pour créer son propre logo.

Autres
- Armin Shimerman dans plusieurs de ses livres, ajoute une grande part de science-fiction dans des nouvelles dont Dee est le héros.
- Dee, Kelley, et Giordano Bruno sont les protagonistes de la série Ægypt de John Crowley.
- Dee est à l’origine de l’intrigue d’un film de Derek Jarman, Jubilee.
- John Dee est le nom d’un super-vilain chez DC Comics, Doctor Destiny, qui, comme le véritable Dee, utilise la magie et la science et peut contrôler les rêves.
- Dans Gloriana ou la Reine inassouvie de Michael Moorcock, Dee apparaît dans une cour proche de celle de la reine Élisabeth.
- Dans A Discovery of Witches de Deborah Harkness, Dee apparaît comme astronome, alchimiste, collectionneur d'ouvrages et astrologue de la reine Élisabeth.
- Dee est le personnage principal de Deathscent de Robin Jarvis, dont l’histoire se passe dans une version fantastique de l’Angleterre élisabéthaine.
- Dans son livre Praga Magica[14], Angello Maria Ripellino lui consacre quelques chapitres très documentés sur le séjour pragois de Dee et Kelley dans la Prague magique et précise « mon image de John Dee est légendaire et vue sous l'angle de la Bohême ».
- Dans la littérature tchèque, Dee apparait le plus souvent comme un emberlificoteur, ainsi dans Král Rudolf (Le Roi Rodolphe) de Jiří Karásek, Dee et son fils tentent d'empoisonner l'empereur Rodolphe II[15].
- Dans Borges et les orangs outans éternels de E. Verissimo, Borges fait mention de John Dee et de l'œuvre de celui-ci.
- Dee et Kelley apparaissent dans le comics Spawn-Violator, écrit par Alan Moore. Dee apparait également dans le comics Promethea, du même Alan Moore, ainsi que dans le recueil de nouvelles d'Alan Moore La Voix du feu.
- Le Labyrinthe de la Rose, de Titiana Hardie, un secret passé de génération en génération seulement aux filles
- Il est au centre de l’opéra anglais Dr Dee créé par le metteur en scène Rufus Norris et le musicien et compositeur Damon Albarn.
- Dans L'Appât, roman de José Carlos Somoza, paru en France en 2011 chez Actes Sud, l'auteur imagine des personnages développant un pouvoir de possession au travers d'un décryptage de l'œuvre cachée de Shakespeare inspirée de John Dee.
- Dans leur titre The Alchemist le groupe anglais de heavy-métal Iron Maiden relate les aventures de Dee concernant sa recherche de la pierre philosophale.
- John Dee est présent dans la série de livres jeunesse Les Chroniques de Kronos de Marie Rutkoski.
- John Dee est le titre d'une chanson du rapper Ghostemane.
- Dans le jeu vidéo Stonehearth (en), « John Dee le marcheur » est le méchant : il veut grâce aux héros et à ses miroirs d'obsidienne invoquer des créatures d'un autre monde.
- Dans La Femme sauvage de Jeroen Olyslaegers, John Dee trouve un havre de paix pour s'adonner à ses recherches dans l'auberge du narrateur Beer à qui il donnera un dessin cabalistique qui doit le soulager de la détresse qui l'étreint  depuis ses trois veuvages successifs.

## Musique

### Opéra
- 2011 : Dr Dee de Damon Albarn.

## Filmographie
John Dee a été représenté dans des productions filmographiques qui mettent en scène son rôle d'astrologue et de conseiller occulte.

### Cinéma
- 1980 : L'Amiral Drake de Lawrence Gordon-Clark avec Esmond Knight.
- 2007 :  Elizabeth : L’Âge d’or de Sekhar Kapur avec David Threlfall.

### Télévision

#### Série
- 1971 : Elizabeth R avec Raf De La Torre.
- 2005 : La Reine vierge de Coky Giedroyc avec Alan Williams.
- 2014 : Griff nach der Weltherrschaft : 2. Sir Francis Drake avec Thomas Krutmann.
- 2018 : A discovery of Witches, (VF : Le livre perdu des sortilèges) - Saison 2, épisode 3, interprété par Struan Rodger

## Honneur
L'astéroïde (213771) Johndee est nommé en son honneur.

#### Manuscrits et publications
- (la) Monas Hieroglyphica (1ère édition publiée à Antwerpen par l'éditeur Willem Silvius) (1564)
- (en) The Mathematicall Praeface to the Elements of Geometrie of Euclid of Megara (1570)
- (en) General and Rare Memorials Pertayning to the Perfect Art of Navigation (1577)
- (en) Quinti Libri Mysteriorum (1581-1583) // British Library, London, MS Sloane 3188
  - Première partie en six "livres" des journaux relatant les "Actions avec des Esprits" du 22.12.1581 au 13.05.1583
  - Disponible avec des éléments supplémentaires non dégradés dans une copie (transcription) du manuscrit réalisée par Elias Ashmole : British Library, MS Sloane 3677

- (en) Liber Mysteriorum Sextus et Sanctus (1583) // British Library, London, MS Sloane 3189
- (en) « Sans titre » (1583-1587, 1607) // British Library, London, MS Cotton Appendix XLVI parts I & II (anciennement Add. MS. 5007)
  - Seconde partie en quatorze “livres” des journaux relatant les "Actions avec des Esprits" du 28.05.1583 au 23.05.1587, plus un fragment allant du 20.03.1607 au 07.09.1607

- (la) « Sans titre » (1586)  // Bodleian Library, Oxford, MS Ashmole 1790, Part I, ff. 1a-19b 
  - Action rédigée de la main de Dee à Prague en 1586 et oubliée dans les autres "Actions avec des Esprits" du MS Cotton Appendix XLVI.
  - Le MS Ashmole 1790 contient également d'autres documents originaux de John Dee en relation à ses Actions avec des Esprits, ainsi que d'autres documents rassemblés par Elias Ashmole(en) « A descriptive, analytical, and critical catalogue of the manuscripts bequeathed unto the University of Oxford by Elias Ashmole, Esq., M.D., F.R. S., Windsor Herald,    also of some additional Mss. contributed by Kingsley, Lhuyd, Borlase, and others.   By William Henry BLACK, one of the assistant keepers of the public records.  Oxford, University Press, 1845. », Table des matières du MS Ashmole 1790 conservé à la Bodleian Library de l'Université d'Oxford (Voir pages 750-754 du fichier PDF), sur www.bodley.ox.ac.uk/dept/scwmss/wmss/online/online.htm (consulté le 27 avril 2017).

#### Facsimilés, transcriptions et traductions
- (en) Méric Casaubon (1659, repr. 1992) A True and Faithful Relation of What Passed for many Yeers Between Dr. John Dee and Some Spirits.  New York: Magickal Childe.  (ISBN 0-939708-01-9).
- (en) Dee, John  The Private Diary and Catalogue of his Library of Manuscripts, edited by James O. Halliwell, Royal Historical Society Publications, Camden Series, vol. no 29, Londres, 1842.
- (en) Dee, John  Autobiographical Tracts, édi. James Crossley, Manchester, Chetham Society Publications, vol. 24, 1851.
- (fr) Dee, John  La Monade hiéroglyphique, traduction par J. Grillot de Givry, Paris, Bibliothèque Charcoral II (1925)
- (en) Dee, John  The Mathematicall Praeface to the Elements of Geometrie of Euclid of Megara (1570), édité par Allan G. Debus, New York: Science History Publications (1975)  (ISBN 0-88202-020-X)
- (en) Dee, John  John Dee on Astronomy : Propaedeumata aphoristica (1558 & 1568), edited by Wayne Shumaker, Berkeley: University of California Press, 1978  (ISBN 0-520-03376-0)
- (en) Dee, John  John Dee’s five books of mystery : original sourcebook of Enochian magic: from the collected works known as 'Mysteriorum libri quinque' , edited by Joseph H. Peterson, Boston: Weiser Books.  (ISBN 1-57863-178-5).
- (fr) Les Cinq Livres des Mystères, suivis de L'Heptarchie Mystique, par John Dee et Edward Kelley. Traduits et commentés par Éric Gazano. Collection Enochiana, Volume I, Éditions ESH, Bruxelles, 2014, 490 p.  (ISBN 978-2-8053-0017-2). (Traduction et transcription des manuscrits Sloane 3188 et 3191 conservés à la British Library, c'est-à-dire Les Cinq Livres des Mystères et l'Heptarchia Mystica, rédigés par le Docteur John Dee sous la dictée de son médium Edward Kelley)

#### Études sur John Dee
- (en) John Eglinton Bailey, « John Dee and the Steganographia of Trithemius », Notes and Queries, Londres,‎ mai 1879 (lire en ligne)
- (en) Calder, I.R.F. (1952) John Dee Studied as an English Neo-Platonist. thèse de doctorat, Londres: Warburg Institute, London University. Disponible online.
- (en) Clucas, Stephen, ed. (2006) John Dee: Interdisciplinary Studies in Renaissance Thought. Dordrecht: Springer  (ISBN 1-4020-4245-0)
- (en) Clulee, Nicholas H. (1998) John Dee's Natural Philosophy: Between Science and Religion. Londres: Routledge  (ISBN 0-415-00625-2)
- (en) Fell Smith, Charlotte (1909). John Dee: 1527 - 1608. Londres: Constable & Company. Disponible online.
- (en) Forshaw, Peter J. "Monas Hieroglyphica" - A webinar about John Dee on the website of the Ritman Library, Amsterdam.
- (en) Forshaw, Peter J. (2005). Forshaw, Peter, 'The Early Alchemical Reception of John Dee's Monas Hieroglyphica, Ambix, Vol. 52:3 (2005)
- (en) French, Peter J. (1972). John Dee: The World of an Elizabethan Magus. Londres: Routledge & Kegan Paul.  (ISBN 0-7102-0385-3)
- (en) Kugler, Martin (1982) Astronomy in Elizabethan England, 1558 to 1585: John Dee, Thomas Digges, and Giordano Bruno. mémoire de maîtrise, Montpellier: Université Paul Valéry
- Mandosio, Jean-Marc (2008) D'or et de sable (chapitre IV. Magie et mathématiques chez John Dee, p. 143-170), Paris, éditions de l'Encyclopédie des Nuisances,  (ISBN 978-2-910386-26-9)
- Mandosio, Jean-Marc Des mathématiques vulgaires à la monade hiéroglyphique : Les Éléments d'Euclide vus par John Dee : La réception des Éléments d'Euclide au Moyen Âge et à la Renaissance Revue d’histoire des sciences, ISSN 0151-4105, 2003, vol. 56, no. 2, p. 475-491 (17 pages)
- (en) Sherman, William Howard (1995) John Dee: The Politics of Reading and Writing in the English Renaissance. Amherst: University of Massachusetts Press  (ISBN 1-55849-070-1)
- (en) Vickers, Brian ed. (1984) Occult & Scientific Mentalities in the Renaissance. Cambridge: Cambridge University Press.  (ISBN 0-521-25879-0)
- (en) Woolley, Benjamin (2001). The Queen’s Conjuror: The Science and Magic of Dr. John Dee, Adviser to Queen Elizabeth I. New York: Henry Holt & Company
- (en) Yates, Frances A. (2001) The Occult Philosophy in the Elizabethan Age. London: Routledge  (ISBN 0-415-25409-4)
- (en) Yates, Frances A. (1982) "Renaissance Philosophers in Elizabethan England: John Dee and Giordano Bruno." in her Lull & Bruno. Collected Essays Vol. I. London: Routledge & Kegan  (ISBN 0-7100-0952-6)